# Fantazja op. 17 (Schumann)
Fantazja C-dur op. 17 – utwór fortepianowy w formie fantazji skomponowany przez Roberta Schumanna w latach 1836–1839.
Utwór nazywany jest Wielką Sonatą. Charles Rosen nazwa Fantazję „kamieniem nagrobnym nad stylem klasycznym”. Kompozycja składa się z trzech części. Pierwsza oparta jest na temacie z pieśni Ludwiga van Beethovena (nr 6 z cyklu Do dalekiej ukochanej).
Dochód ze sprzedaży stu egzemplarzy nut pierwotnej wersji Fantazji z 1836 r. przeznaczony został przez kompozytora na ufundowanie pomnika Beethovena w Bonn. Ostateczna wersja z 1839 r. dedykowana została Ferencowi Lisztowi.